# 高雄鼓山郵局

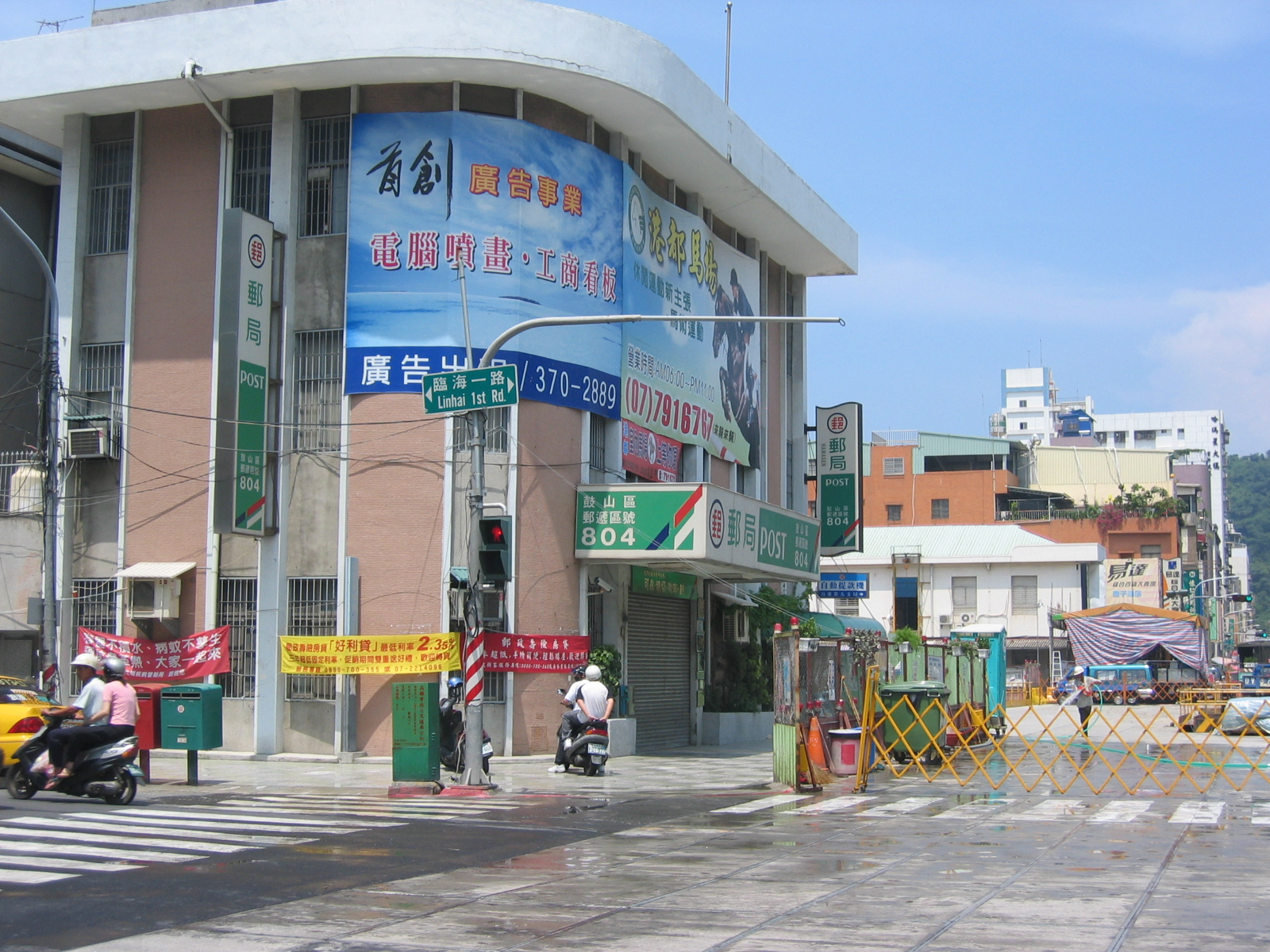
今日鼓山郵局

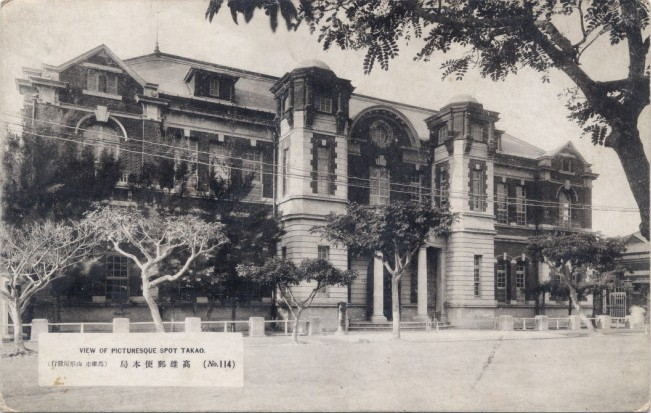
高雄郵便局正門

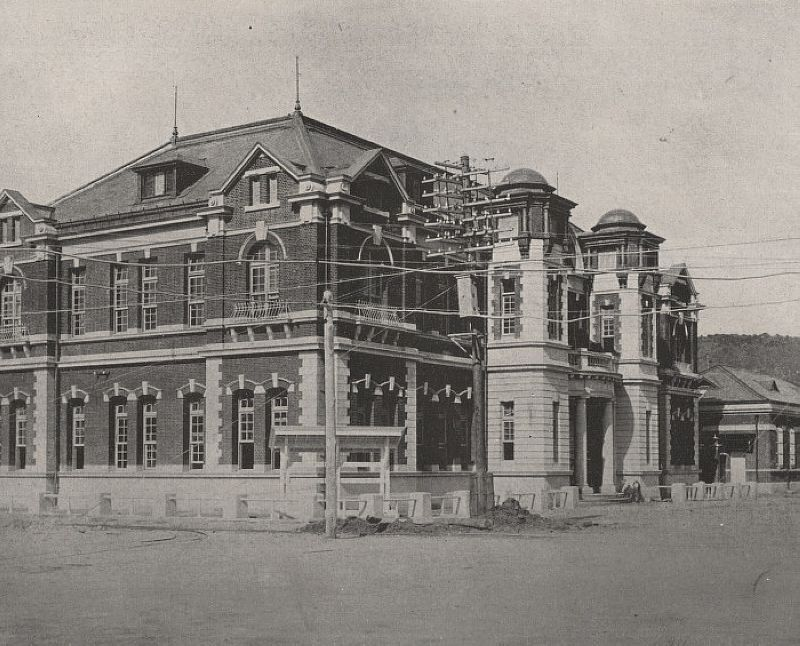
其他角度的高雄郵便局

高雄鼓山郵局為臺灣高雄市第一個現代化郵局，1895年日本人於旗後的「街仔路」設野戰郵便局，1896年改為打狗郵便局。1913年遷至湊町一丁目新建洋樓，即哈瑪星臨海二路17號（今鼓山郵局）。1920年打狗郵便局改稱為高雄郵便局。
1945年太平洋戰爭末期，高雄郵便局被美軍轟炸導致全毀；戰後，便在原址設立高雄鼓山郵局，這裡可以算是高雄最早的老字號郵局，現址位於臨海二路17號，目前旁為捷運哈瑪星站一號出口。

## 外部連結
- 维基共享资源上的相關多媒體資源：高雄郵便局

- 高雄鼓山郵局（高雄9支）